# Life (singel Haddawaya)
Life – wydany w 1993 roku singel trynidadzkiego piosenkarza eurodance i house, Haddawaya. Utwór okazał się wielkim hitem między innymi w Szwecji, Izraelu i Hiszpanii. Piosenka znalazła się na 41 miejscu w rankingu Billboard Hot 100.

## Lista utworów
Singel winylowy
1. "Life" (Radio Edit) (4:18)
2. "Life" (12" Mix) (6:00)
3. "Life" (Club Life) (6:13)

Singel CD
1. "Life" (4:18)
2. "Life" (Instrumental) (4:18)

Singel winylowy (remiksy)
1. "Life / Remix" (Mission Control Mix) (7:00)
2. "Life" (Bass Bumpers Remix) (5:55)
3. "Life" (Radio Edit) (4:15)